# Ustînivka, Ucraina
Ustînivka (în ucraineană Устинівка) este așezarea de tip urban de reședință a raionului Ustînivka din regiunea Kirovohrad, Ucraina. În afara localității principale, nu cuprinde și alte sate.

## Demografie
Componența lingvistică a așezării de tip urban Ustînivka
     Ucraineană (96,79%)
     Rusă (1,64%)
     Alte limbi (0,92%)
Conform recensământului din 2001, majoritatea populației așezării de tip urban Ustînivka era vorbitoare de ucraineană (96,79%), existând în minoritate și vorbitori de rusă (1,64%).